# Henri de Monfreid

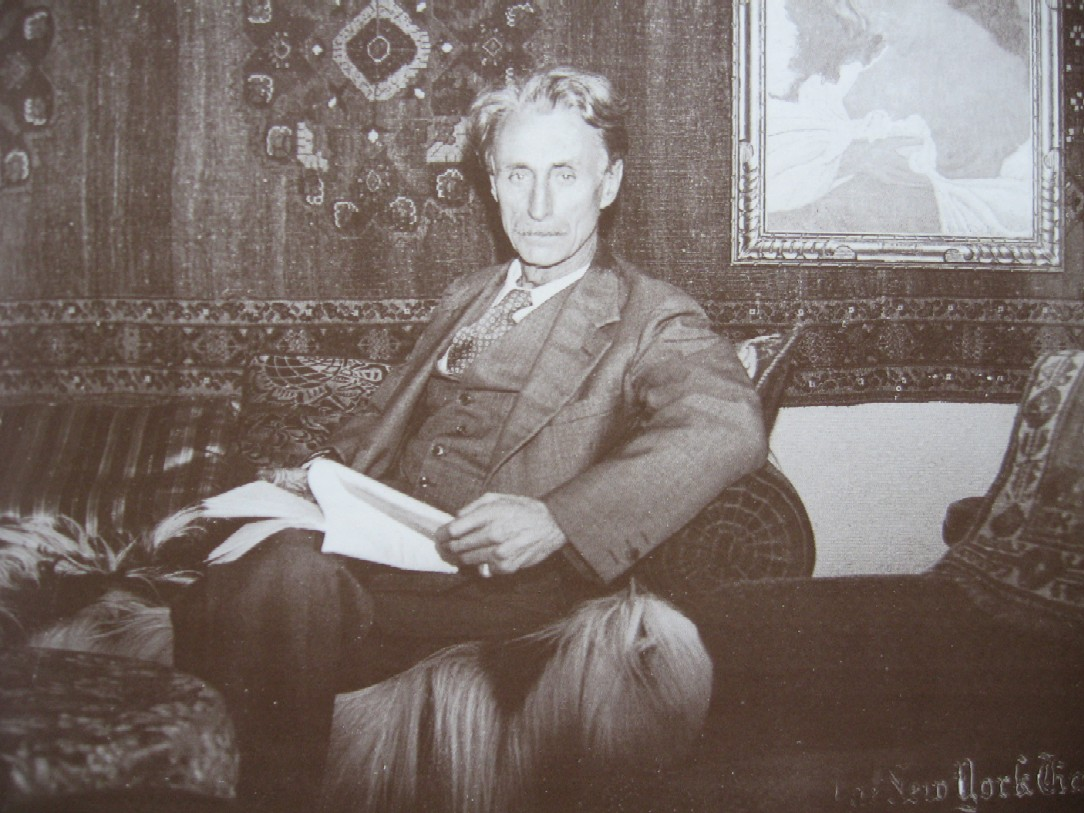
Henri de Monfreid

Henry oder Henri de Monfreid (* 14. November 1879 in Leucate, Frankreich; † 13. Dezember 1974) war ein französischer Schriftsteller und Abenteurer. Er ist der Sohn des französischen Kunstsammlers George-Daniel de Monfreid, dessen enger Freund Paul Gauguin war.

## Leben
Zunächst arbeitete Monfreid als Lebensmittelchemiker für Maggi und übernahm andere kleinere Hilfsarbeiten. Er lebte mit Lucie, der Mutter seines Sohnes Marcel, zusammen, bis er sich 1905 von ihr trennte. 1906 reiste Monfreid erstmals nach Afrika. 1913 heiratete er seine langjährige Bekannte Armgart Freudenfeld, geb. 1887 in Metz. Mit ihr, einer Elsässerin, die die deutsche Staatsbürgerschaft besaß, sollte er drei Kinder haben, die in Obock aufwuchsen.
Ein Jahr später wurde er in Dschibuti wegen Waffenhandels verhaftet, aber bald wieder freigelassen. Ihm blieb der Militärdienst erspart, da er als Spion gegen die Türkei benutzt werden sollte; eine erneute Verhaftung wegen Waffen- und Rauschgifthandels vereitelte dies wohl.
Auf Betreiben seines Bekannten Joseph Kessel, der 1932 seinen Roman Fortune Carrée über Monfreid schrieb, veröffentlichte de Monfreid 1931 Les secrets de la Mer Rouge, dessen großer Erfolg zu 74 weiteren Büchern führte. Monfreid nimmt in Frankreich den Platz eines großen Abenteurers des 20. Jahrhunderts ein und ist bis heute ein viel gelesener Autor. Seine größtenteils autobiographisch inspirierten Romane und Erzählungen spielen zumeist am Horn von Afrika und am Roten Meer.
Die älteste Tochter von ihm und seiner Frau Armgart, Gisèle de Monfreid (1914–1999), publizierte als über 60-Jährige ein viel beachtetes Buch über ihre Jugend in Afrika.

## Film
- Abenteuer am Roten Meer. Henri de Monfreids Lebensgeschichte wurde 1968 als Fernseh-Vorabend-Serie verfilmt.[2]
- The Lost Ones: Henry de Monfreid – Schriftsteller und Freibeuter. Regie: Mathilde Hirsch, Produktion: INA, Frankreich, 2020.